# Jesus, du dig själv uppväckte
Jesus, du dig själv uppväckte är en gammal påskpsalm i tio verser skriven av Haquin Spegel 1694. Den bearbetades av Jesper Swedberg samma år och dryga hundratalet år senare (1819) även av Johan Olof Wallin då den publicerades med alla tio verser.
Inledningsorden lyder i 1695 års psalmbok:
JEsu! tu tigh sielf upwäckte
Tå tu lågst i grafwen död
Melodin är troligen svensk och samma som till Vänligt över jorden glänser. Den återfinns tidigast i "Rappehandskriften" 1675. 
|  |
|  |

## Publicerad som
- Nr 173 i 1695 års psalmbok under rubriken "Påska Psalmer - Om Christi Upståndelse".
- Nr 111 i 1819 års psalmbok under rubriken "Jesu kärleksfulla uppenbarelse i mänskligheten: Jesu uppståndelse (påskpsalmer)".
- Nr 111 i 1937 års psalmbok under rubriken "Påsk".